# جوزيه مانويل مورينيو فيليكس
جوزيه مانويل مورينيو فيليكس (بالبرتغالية: José Manuel Mourinho Félix؛ مواليد 17 يونيو 1938 - 25 يونيو 2017) هو حارس مرمى كرة قدم برتغالي متقاعد ومدير فني سابق، وهو والد جوزيه مورينهو المدرب المعروف.

## مسيرته الكروية
لعب في ستة عشر موسم في الدوري البرتغالي لكرة القدم وكانت بدايته مع نادي فيتوريا سيتوبال من1956 حتى 1968
وله مباراة دولية واحدة فقط مع المنتخب البرتغالي.

## روابط خارجية
- جوزيه مانويل مورينيو فيليكس على موقع قاعدة بيانات كرة القدم.إي يو (الإنجليزية)
- جوزيه مانويل مورينيو فيليكس على موقع ناشيونال فوتبول تيمز (الإنجليزية)
- جوزيه مانويل مورينيو فيليكس على موقع عالم كرة القدم.نت (الإنجليزية)